# Воздвиженская, Екатерина Васильевна
Екатерина Васильевна Воздвиженская (???, Узкое, Московская губерния — предположительно в конце 1929 года (?)) — русский и советский историк.

## Биография
Родилась в селе Узком (ныне — в составе ЮЗАО Москвы), позже переехала в село Зюзино (который также входит в состав ЮЗАО Москвы). В 1905 году поступила в МГУ, которая она окончила в 1910 году и в том же году она сдавала экзамены на степень магистра русской истории. В 1920-х годах работала в МОНО, также являлась членом комиссии в обществе Старая Москва, на одном из заседаний 8 ноября 1923 года она сообщила ряд сведений, касающихся истории усадеб в Зюзино и Узком.
Скончалась предположительно в конце 1929 года.